# Henry Howard (3. hrabia Surrey)

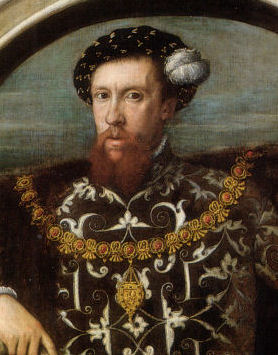
Henry Howard, 3. hrabia Surrey

Henry Howard 3. hrabia Surrey, KG, (ur. 1517, zm. 19 stycznia 1547 w Tower) – angielski arystokrata i poeta, syn Thomasa Howarda, 3. księcia Norfolk i jego drugiej żony Lady Elizabeth Stafford. Urodził się w Hunsdon Hertfordshire w Anglii. Był rycerzem Orderu Podwiązki.
Tytuł hrabiego Surrey otrzymał w 1524 roku, po śmierci dziadka, gdy jego ojciec odziedziczył tytuł księcia Norfolk. Był jednym z prekursorów poezji angielskiej doby Renesansu. Wraz z Thomasem Wyattem jako pierwsi tworzyli sonety, stając się wzorem dla późniejszych twórców. Howard wprowadził też do poezji angielskiej (w tłumaczeniu dwóch ksiąg Eneidy Wergiliusza) blank verse, czyli nierymowany pentametr jambiczny, którym posługiwali się później zarówno w epice, jak i w dramacie i liryce, między innymi Thomas Kyd, Christopher Marlowe, William Szekspir, John Milton, Alfred Tennyson, Robert Browning i Matthew Arnold. Dwie jego kuzynki - Anna Boleyn oraz Katarzyna Howard były żonami Henryka VIII. Uwięziony wraz z ojcem w styczniu 1547 roku został oskarżony o zdradę i skazany na śmierć 13 stycznia 1547 roku. Został ścięty w Tower 19 stycznia 1547, po czym pochowany w kościele Wszystkich Świętych w Londynie. Staraniem jego syna, Henriego Howarda jego doczesne szczątki zostały przeniesione i pochowane w kościele Świętego Michała Archanioła w Framlingham.
Henry Howard poślubił Lady Frances de Vere, z którą miał pięcioro dzieci:
- Jane Howard
- Thomas Howard, 4. książę Norfolk
- Margaret Howard
- Henry Howard, 1. hrabia Northampton
- Catherine Howard

Jego ojciec uniknął śmierci, gdyż jego egzekucja została wstrzymana z powodu śmierci Henryka VIII w przeddzień jej wyznaczonego terminu. Po śmierci jego ojca w 1554 roku tytuł księcia Norfolk odziedziczył jego najstarszy syn Thomas.
Zdania na temat wartości liryki Howarda są podzielone. Przemysław Mroczkowski uważał, że Wyatt i Surrey „byli nie więcej niż zdolnymi i obdarzonymi inicjatywą eksperymentatorami w dziedzinie rodzimej poezji”. Jednak nie sposób przecenić roli obu tych poetów jako prekursorów renesansu, nowatorów w zakresie wersyfikacji i stylu.

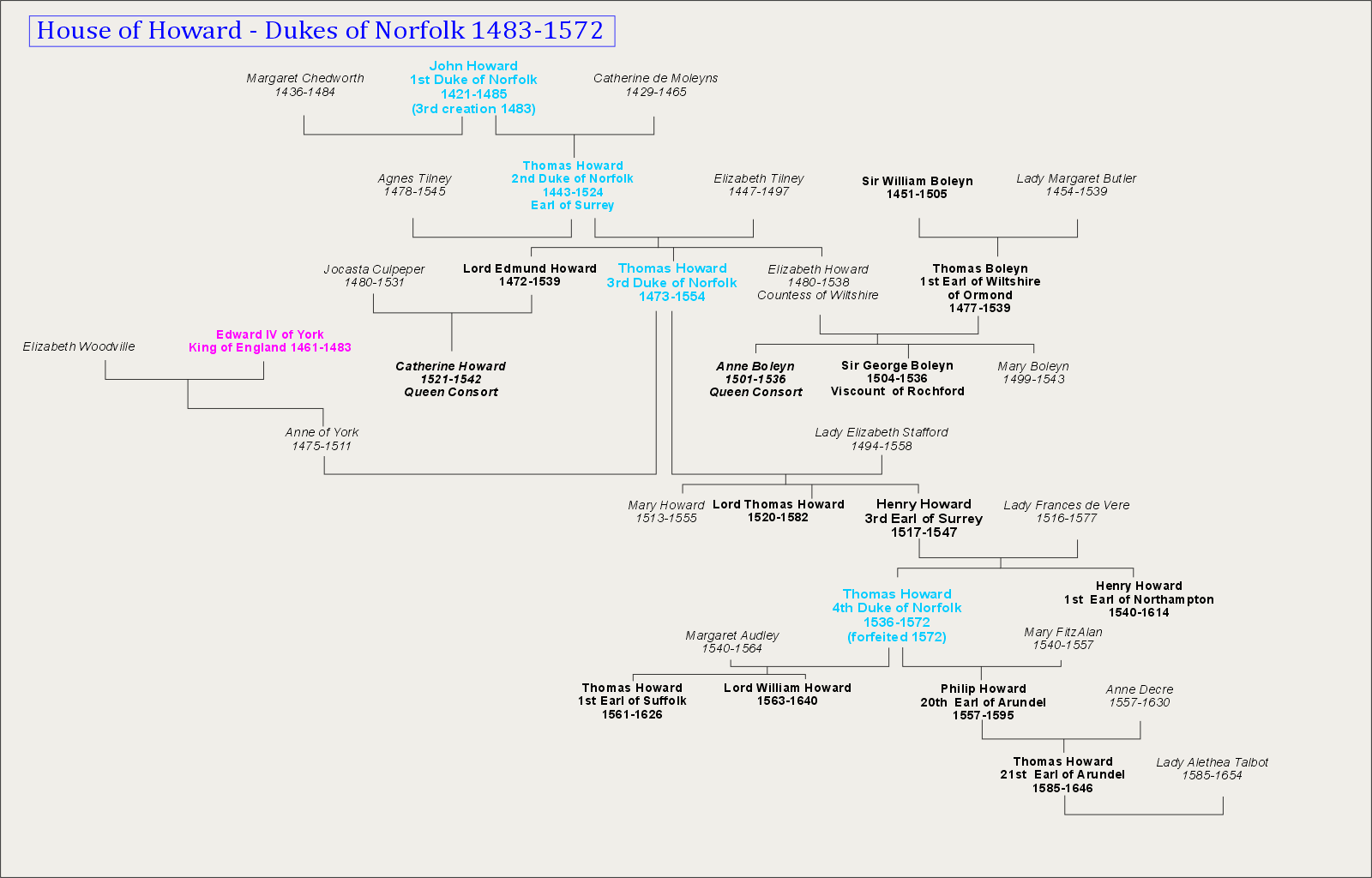
Howardowie - książęta Norfolk, 3 kreacji

## Linki zewnętrzne

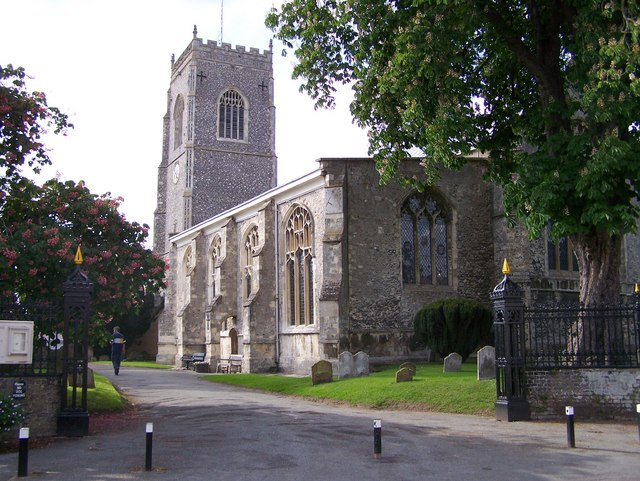
Kościół Św Michała Archanioła we Framlingham